# Charity Szczechowiak
Charity Nwaamaka Szczechowiak, z domu Egenti (ur. 30 kwietnia 1985 w Lagos) – nigeryjska koszykarka, posiadająca także amerykańskie i polskie obywatelstwo (od 2013), występująca na pozycjach silnej skrzydłowej oraz środkowej.
Jest żoną toruńskiego trenera Jacka Szczechowiaka, którego poślubiła podczas sezonu 2010/11, kiedy to był asystentem trenera drużyny Energi Toruń.
8 listopada 2016 została zawodniczką Artego Bydgoszcz.

## Osiągnięcia
Stan na 25 listopada 2016, na podstawie, o ile nie zaznaczono inaczej..
NCAA
- Uczestniczka turnieju NCAA (2006)
- Mistrzyni:
  - turnieju konferencji Southland (2006)
  - sezonu regularnego konferencji Southland (2006)
- Wicemistrzyni turnieju konferencji Southland (2007)
- Zawodniczka Roku Konferencji Southland (2007)
- Zaliczona do I składu:
  - turnieju konferencji Southland (2007)
  - All-Southland (2007)

Drużynowe
- Mistrzyni Ukrainy (2009)[7]
- Brązowa medalistka mistrzostw Polski (2010)
- Zdobywczyni pucharu Ukrainy (2009)[7]
- Uczestniczka rozgrywek Eurocup (2009/10)

Indywidualne
- MVP ligi ukraińskiej (2009 według eurobasket.com)[7]
- Najlepsza (według eurobasket.com)[7]:
  - środkowa ligi:
    - ukraińskiej (2009)
    - bałtyckiej BWBL (2009)

  - zagraniczna zawodniczka ligi ukraińskiej (2009)
- Zaliczona do (przez eurobasket.com)[7]:
  - I składu:
    - ligi ukraińskiej (2009)
    - ligi bałtyckiej BWBL (2009)
    - defensywnego ligi ukraińskiej (2009)
    - zawodniczek zagranicznych:
      - PLKK (2010)
      - bałtyckiej BWBL (2009)

  - II składu PLKK (2010)
  - składu PLKK Honorable Mention (2013)
- Liderka[2]:
  - strzelczyń ligi ukraińskiej (2009)
  - zbiórkach ligi:
    - ukraińskiej (2009)
    - Polskiej (2013)

Reprezentacja
- Wicemistrzyni igrzysk afrykańskich (2007)
- Uczestniczka mistrzostw Afryki (2007 – 5. miejsce, 2009 – 5. miejsce)